# Lakkolit

A lakkolit szerkezete. Dyke = haránttelér.

A lakkolit a legtipikusabb szubvulkáni, azaz kismélységi magmás képződmény. Néhány kilométer átmérőjű, a felszínhez közel elhelyezkedő, gomba alakú kőzettest, amely a felette lévő üledékes kőzetek rétegeit nem olvasztja meg, csak felboltozza. A lakkolit tulajdonképpen egy olyan teleptelér, ami nem csak egyszerűen benyomul a kőzetrétegek közé, hanem azok alakváltozását is okozza. A lakkolit anyaga általában egy harántteléren át jut a felszín közelébe és azért nem lesz egyszerű teleptelér, mert a kisebb rétegnyomás miatt felemelheti a felette lévő kőzeteket.

## Keletkezése
A vulkáni anyagok származási helye a 35 km-es mélység alatt (kéreg és köpeny határán vagy az alatt) elhelyezkedő elsődleges magmakamra. Az elsődleges magmakamrát a másodlagossal és a felszínnel összekötő, a Föld kérgét többnyire függőlegesen, vagy a függőlegeshez közeli irányban áttörő csatorna a kürtő, ami a felszínen az általában kör alakú kráterben végződik. A felszínre kerülő anyag kúp vagy pajzs alakban halmozódik fel (vulkáni kúp, illetve a pajzsvulkánok), formája a kitörés módjától, a vulkáni anyag összetételétől és mennyiségétől függ.
A felszín felé törekvő magma a mélyben megrekedve hatalmas kiterjedésű magmás kőzettömeggé szilárdul a földkéregben, ezt batolitnak nevezzük, ami a körülötte lévő kőzeteket megolvasztja, átkristályosítja. A lakkolit általában a batolitnál jóval kisebb, csupán néhány kilométer vagy akár néhány száz méter átmérőjű. A felszínhez közelebb elhelyezkedő, gomba alakú kőzettömeg a közvetlenül a felszín alatt megrekedő magmából áll, itt hűl le és szilárdul meg. A lakkolitok anyaga általában a savanyúbb magmás kőzetek közül kerül ki, mivel azok sűrűbbek és nehezebben törnek utat a felszínre, de intermedier (semleges) és bázikus lakkolitok is ismertek. A lakkolitok közelében kontakt metamorfitok képződnek a magas hőmérséklet miatt.
Magyarországi példái: Csódi-hegy (Dunabogdány), Karancs (Cserhát), Mórágyi gránitrög  (Velencei-hegység).